# ミルトン・グレイザー
ミルトン・グレイザー（英語: Milton Glaser、1929年6月26日 - 2020年6月26日）は、アメリカ合衆国のグラフィックデザイナー、イラストレーター、グラフィックアーティスト、芸術家。ニューヨーク出身。

## 概要
1954年、クーパー・ユニオンの同窓生であるシーモア・クワストやエドワード・ソレル、レイノルド・ラフィンズらで『プッシュピン・スタジオ』を創立。
このプッシュピン・スタジオは60年代初期のモダニズムが志向した機能性優先のグラフィックと逆行して、 ポストモダンの先駆者として世界のイラストレーション、グラフィックデザイン界に革命的な影響を及ぼし、『プッシュピン現象』を創り出した伝説のグラフィックデザイン集団として認知されている。
彼は数多くの作品を生み出しており、代表的な作品に「I Love New York」のロゴなどが挙げられる。
2020年の誕生日に脳卒中と腎不全によりマンハッタンで死去。91歳没。